# Monodelphis saci
Monodelphis saci — вид ссавців родини Didelphidae. Це ендемік тропічних лісів Бразилії.

## Характеристики
Вони мають від 9 до 12 сантиметрів від носа до основи хвоста. Хвіст має розміри від 4 до 6 сантиметрів. Вони важать від 17 до 30 грам. Вони мають помітну червонувату голову та коричневий круп і спину. Підборіддя, горло, пах і боки сірувато-коричневі. На грудях і животі є чітка центральна біла смуга. Лапи вкриті короткими світло-коричневими волосками. Самці трохи більші за самиць.

## Різне
Тварини живуть у низинних тропічних лісах уздовж південного берега бразильської Амазонки. Про їхню поведінку мало що відомо через те, що вони були виявлені зовсім недавно. Етимологія: тварини названі на честь міфічних істот, званих Сачі в бразильському фольклорі, які носять червоний капелюх, щоб зникати та знову з’являтися за бажанням; вчені назвали їх так через їхні червонуваті голови та той факт, що вони так довго уникали відкриття.